# Claude Lelong
Claude Lelong est un altiste français professeur à l'École normale de musique de Paris.

## Biographie
Claude Lelong étudie au Conservatoire de Paris dans la classe d'alto de Léon Pascal. En 1958, il gagne le premier prix de la fondation de Saint-Paul. En 1960, il est lauréat du Concours international de Genève. En 1963, il commence sa carrière de soliste en exécutant le concerto de Stamitz à Berlin. 
En 1966, il est nommé premier alto solo de l'orchestre de l'Opéra allemand de Berlin où il joue sous la direction de Lorin Maazel. Pendant 20 ans, il donne des concerts avec le Gruppe Neue Musik Berlin en Europe et aux États-Unis. En 1972, jouant en trio, il gagne le premier prix à Colmar dans une compétition de musique de chambre. En 1979, à Berlin, il est nommé « Chambriste virtuose ». De 1982 à 1990, il donne des concerts en tant que soliste avec l'orchestre de l'Opéra de Berlin.
En 1983, en France, il est nommé chevalier de l'ordre national du Mérite. En 1985 il crée l'Ensemble Debussy avec lequel il donne de nombreux concerts en Europe. Il joue les œuvres  de Bela Bartok, Paul Hindemith, Niccolò Paganini, Johann Sebastian Bach, Richard Strauss, Hector Berlioz, Alfred Schnitke.
Il est professeur d'alto et de musique de chambre à l'École normale de musique de Paris et donne des master-classes en Europe, au Japon, aux États-Unis. Il enseigne en allemand, en français, en japonais, en anglais.
En 1992 il enregistre la Cadenza pour alto solo de Krzysztof Penderecki, la Sonate pour alto solo de Fjodor Druschinin et, avec Tomasz Tomaszewski, Trois madrigaux pour violon et alto de Bohuslav Martinů et en 2004 la Fantaisie BWV 903 de Jean-Sébastien Bach, la Sonate pour alto solo de Grażyna Bacewicz, la Grande Sonate pour alto de Niccolo Paganini et l'Arpeggione D821 de Franz Schubert avec Elizbieta Goraczko au clavecin.